# Kallima amiru
Kallima amiru är en fjärilsart som beskrevs av Suffert 1904. Kallima amiru ingår i släktet Kallima och familjen praktfjärilar. Inga underarter finns listade i Catalogue of Life.